# Отношения Панамы и САДР
Западносахарско-панамские отношения — двусторонние дипломатические отношения между Панамой и частично признанным государством Сахарской Арабской Демократической Республикой (САДР). Панама была первым американским государством, признавшим САДР в июле 1978 года, официальные дипломатические отношения были установлены 1 июня 1979 года. Первое посольство САДР на американском континенте было открыто в Панама-Сити в 1980 году во время правления Аристидеса Ройо.

## История
27 июня 2007 года президент САДР Мохаммед Абдельазиз принял пресс-атташе министра иностранных дел Панамы.
В 2009 году была создана Межпарламентская группа дружбы для обмена опытом в области законодательства.
4 июня 2009 года Али Махамуд Эмбарек получил верительные грамоты в качестве нового посла Западной Сахары в Панаме.
17 марта 2010 года вице-президент Панамы Хуан Карлос Варела и министр-делегат Сахары в Латинской Америке Хаш Ахмед подписали конвенцию о сотрудничестве в области культуры и образования, дающую сахарским студентам и специалистам возможность поехать в Панаму для повышения квалификации, специализации и оценки исследования.
В сентябре 2011 года министр иностранных дел Панамы Роберто Энрикес во время встречи с послом САДР в Панаме подчеркнул важность сотрудничества, осуществляемого обеими странами в области образования и культуры.
В сентябре 2012 года Посол САДР был принят деканом Панамского университета Чирики Эктором Рекена Нуньесом во время визита Посла в университет. Университет предоставляет стипендии сахарским студентам. Во время визита сахарские студенты изучали медицину в Панаме. Панама была первой латиноамериканской страной, которая принимала сахарских студентов в свои университеты.
4 апреля 2013 года министр иностранных дел Фернандо Нуньес Фабрега принял визит посла САДР в Панаме Али Махамуда Эмбарека. Во время торжественных слушаний, проведенных в штаб-квартире Министерства иностранных дел Паласио Боливар, дипломат из Сахары подтвердил желание властей Сахары продолжать укреплять дипломатические отношения между двумя странами. Но 20 ноября 2013 года правительство Панамы решило приостановить дипломатические отношения с Сахарской Арабской Демократической Республикой.
18 декабря 2014 года новый вице-президент Панамы Изабель Сен-Мало приняла министра иностранных дел Сахары Мохамеда Салема ульд Салека. Сахарский министр выразил заинтересованность САДР в восстановлении дипломатических отношений между двумя странами и открытии посольства Сахары в Панаме.